# Epepeotes ambigenus
Epepeotes ambigenus är en skalbaggsart som först beskrevs av Louis Alexandre Auguste Chevrolat 1841.  Epepeotes ambigenus ingår i släktet Epepeotes och familjen långhorningar.
Artens utbredningsområde är:
- Filippinerna.
- Taiwan.

Inga underarter finns listade i Catalogue of Life.